# Crise de segurança pública no Ceará em 2020

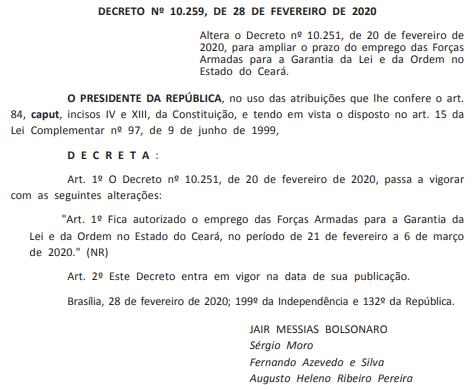
Decreto Presidencial nº 10.259, de 28 de fevereiro de 2020, que prorroga o prazo do emprego das Forças Armadas para a Garantia da Lei e da Ordem no Estado do Ceará.

A crise de segurança pública no Ceará em 2020 teve início com a greve de alguns dos policias militares do estado, na qual reivindicavam reajuste salarial. A greve teve início uma quarta-feira, dia 19 de fevereiro. O Ceará desde o início da greve vêm sofrendo com uma série de homicídios. No dia 21 do mesmo mês, o estado contabilizou 51 assassinatos em menos de dois dias. A greve  se tornou questão nacional quando o ex-governador e atual senador na republica Cid Gomes (PDT) utiliza uma retroescavadeira para invadir um batalhão da PM em Sobral. O senador foi baleado com uma bala de pistola .40 S&W, de um policial. O Governo do Estado passou considerar o ato um motim, mesmo que, para evitar a greve, desde de 2019, o governador Camilo Santana (PT) vêm negociando com a corporação.
Desde o início do motim mais de 300 inquéritos foram abertos contra policiais militares, os casos irão ser investigados pela Controladoria Geral de Disciplina dos Órgãos de Segurança Pública e Sistema Penitenciário (CGD). Os PM estão encapuzados. Participam da greve, não só policias, mais também suas famílias, como mulheres e crianças. Muito discute-se a possibilidade de uma possível anistia após a greve, porém, como mesmo afirmou o governador Camilo, "Anistia de quem fizer motim é inegociável". Do mesmo jeito, o senador Major Olímpio (PSL) que não haverá anistia para os encapuzados, pois, segundo eleː "isso não é coisa de polícia".

## Contexto
Camilo Santana, do Partido dos Trabalhadores (PT), mesmo tendo ganho a eleição de 2018, não é bem visto pelos militares cearenses, a maioria bolsonarista. Em dezembro de 2019, no dia 5, policiais e bombeiros militares fizeram um protesto reivindicando reajuste salarial. Em resposta à isso, o Governo do Estado anunciou um pacote de reivindicações da categoria, dentre elasː um salário de R$ 4 mil fixo, sem perder o adicional de R$ 200, que já é pago a cabos e soldados. O pacote estava para estrar em vigor a partir de março de 2020. mesmo assim os sindicatos não aprovaram o pacote.
Contra isso, no dia da votação do reajuste salarial na Assembleia Legislativa, um grupo de PMs estavam em protestos pois entraram em desacordo com o governo. A ideia do governo era parcelar o salário militar em atém 4,8 porcento até 2022. As intenções da categoria é de 35 porcento de reajuste.
A Polícia fez, no dia 10 de fevereiro, sua primeira reunião com o governo estadual. A reunião aconteceu entre o poder executivo e a Associação das Praças do Estado do Ceará (Aspra). Não houve acordo. Na segunda reunião os policiais também não aceitaram a proposta do governo, mesmo com o proposta de aumento de 4,2 mil reais para 4,5 mil reais. Um dos motivo de não ter aceitado a proposta é por que os agentes militares não aceitavam o um aumento progressivo.
O movimento dos grevista, no entanto, não tem nenhuma liderança definida. Porém, a maioria dos PM encapuzados evocam os ideias de Jair Bolsonaro.

## Suporte do governo federal
O governador Camilo Santana solicitou apoio do governo federal pedindo ajuda das tropas federais, no dia 19 de Fevereiro de 2020, o até então ministro da Justiça e Segurança Pública Sérgio Moro autorizou o envio da Força Nacional para reforçar a segurança do estado, no dia 20 de Fevereiro o presidente da República Jair Bolsonaro decretou a operação de Garantia da Lei e da Ordem (GLO) utilizando as Forças Armadas.